# Vuelta Ciclista del Uruguay 1969
La 26.ª edición de la Vuelta Ciclista del Uruguay se disputó entre el 29 de marzo y el 6 de abril de 1969.
Walter Moyano logró su 5.ª victoria general y su décimo podio, récord que se mantuvo durante 30 años. Luis Alberto Sosa del América y el maragato Jorge Juckich lo acompañaron en el podio. El histórico Club Ciclista América logró por primera vez el triunfo por equipos.

## Etapas
| Etapa | Fecha       | Recorrido            | km       | Ganador (equipo)                      |
| 1.ª   | 29 de marzo | Montevideo-San José  | 190,2    | Dante San Martín (Peñarol de Solymar) |
| 2.ª   | 30 de marzo | San José-Mercedes    | 199,3    | Antonio Díaz (Fénix)                  |
| 3.ª   | 31 de marzo | Mercedes-Paysandú    | 199,1    | Leonel Coussan (CC Maldonado)         |
| 4.ª   | 1 de abril  | Paysandú             | 50 (CRI) | Leonel Coussan (CC Maldonado)         |
| 5.ª   | 2 de abril  | Paysandú-Trinidad    | 198,6    | Lino Benech (CC Sauce)                |
| 6.ª   | 3 de abril  | Trinidad-Florida     | 143,8    | Braulio Massé (CC Carmelo)            |
| 7.ª   | 4 de abril  | Florida-Minas        | 156,1    | Jorge González (Unión Ciclista)       |
| 8.ª   | 5 de abril  | Minas-Maldonado      | 173,3    | Antonio Díaz (Fénix)                  |
| 9.ª   | 6 de abril  | Maldonado-Montevideo | 178,9    | Antonio Díaz (Fénix)                  |

### Clasificación individual
| Pos. | Ciclista          | Equipo                  | Tiempo           |
| ---- | ----------------- | ----------------------- | ---------------- |
| 1.º  | Walter Moyano     | Punta del Este          | 40 h 26 min 19 s |
| 2.º  | Luis Alberto Sosa | Club Ciclista América   | a 28 s           |
| 3.º  | Jorge Juckich     | El Límite               | a 1 min 13 s     |
| 4.º  | Rúben Gadea       | Policial                | a 1 min 44 s     |
| 5.º  | Leonel Coussan    | Club Ciclista Maldonado | a 1 min 45 s     |
| 6.º  | Rúben Etchebarne  | Atenas de Mercedes      | a 1 min 45 s     |
| 7.º  | Dante San Martín  | Peñarol de Solymar      | a 3 min 02 s     |
| 8.º  | Luis Piñeyrúa     | San Antonio de Florida  | a 3 min 11 s     |
| 9.º  | René Deceja       | Atenas de Mercedes      | a 4 min 07 s     |
| 10.º | Luis Alberto Vera | Club Ciclista América   | a 6 min 06 s     |

### Clasificación por equipos
| Pos. | Equipo                 | Tiempo            |
| ---- | ---------------------- | ----------------- |
| 1.º  | Club Ciclista América  | 121 h 36 min 10 s |
| 2.º  | Atenas de Mercedes     | a 41 s            |
| 3.º  | Club Atlético Policial | a 48 min 53 s     |